# South 9th Street/Theater District (Tren Ligero de Seattle)
Commerce Street/South 11th Street es una estación de la línea Tacoma Link del Tren Ligero de Seattle. La estación es administrada por Sound Transit. La estación se encuentra localizada en 747 Commerce Street en Tacoma, Washington. La estación de Commerce Street/South 11th Street fue inaugurada el 22 de agosto de 2003.

## Descripción
La estación Commerce Street/South 11th Street cuenta con 2 plataformas laterales.

## Conexiones
La estación es abastecida por las siguientes conexiones: 
- Pierce Transit: 1, 2, 3, 16, 26, 45, 60, 490